# Олимпијски гол
Олимпијски гол је израз у фудбалу који означава гол који је постигнут приликом извођења ударца директно из корнера, а да ниједан други играч није додирнуо лопту на њеној путањи од места извођења ударца до уласка између статива гола.

## Настанак
Име је потекло, по јужноамеричким изворима, из времена од 1924. године. Уругвај, тада званични олимпијски шампион, је био поражен са 2:1 од ривала Аргентине, 2. октобра 1924. године управо голом који је постигнут директним ударцем из корнера. резултат је био нерешен 1:1 и тај ударац из корнера је донео победу Аргентини. Због титуле коју је Уругвај носио и начина на који је Цезарио Онзари постигао победнички погодак, он је у хвалоспевима аргентинских новинара назван Олимпијски гол (Gol olímpico).
Израз је преведен на енглески језик и користи се у фудбалској терминологији све више у северној Америци. Један од љубитеља овог израза је и спортски коментатор телевизијске станице ФОКС, Макс Бретос.

## Историја
До сада је забележен један овакав Олимпијски гол на светским првенствима. Гол је постигао Маркос Кол, играч Колумбије на утакмици против СССРа и то у време када је на голу био голман совјетске репрезентације Лав Јашин. Утакмица је одиграна 3. јуна 1962. године на светском првенству у Чилеу.
На просторима Србије и бивше Југославије овакве голове је постизао Драган Стојковић. Најпознатији Олимпијски гол који је Пикси постигао је био у дербију против градског ривала Партизана када је гол Партизана бранио голман Бранислав Ђукановић. Такође Пикси је постигао олимпијски гол док је играо у јапанској Џеј лиги.